# Оберемко Олена Вікторівна
Олена Вікторівна Оберемко (нар. 26 серпня 1973) — українська баскетболістка. Вона брала участь у жіночому турнірі на літніх Олімпійських іграх 1996 року.